# Ère Kōji (Muromachi)
Pour les articles homonymes, voir Kōji (homonymie).
L'ère Kōji (弘治) est une des ères du Japon (年号, nengō, lit. « nom de l'année ») après l'ère Tenbun et avant l'ère Eiroku. Cette ère couvre la période allant du mois d'octobre 1555 au mois de février 1558. Les empereurs régnants sont Go-Nara-tennō (後奈良天皇) et Ōgimachi-tennō (正親町天皇).

## Changement d'ère
- 1555 Kōji gannen (弘治元年?) : le nom de la nouvelle ère est créé pour marquer un événement ou une succession d'événements. La précédente ère se termine quand commence la nouvelle en Tenbun 24. Le nom de l'ère trouve son origine dans le passage chinois suivant : 「祇承宝命、志弘治体」.

## Événements de l'ère Kōji
- 1555 (Kōji 1,1re mois) : guerre de frontière entre Mōri Motonari, daimyo de la province d'Aki et Sue Harutaka, daimyo de la province de Suō[3].
- 1555 (Kōji 1, 11e mois) : les forces Mōri encerclent les défenseurs Sue durant la bataille d'Itsukushima. Lorsque le résultat de la bataille devient clair, Sue Harutaka se suicide et d'autres, dont Odomo-no Yoshinaga, le suivent dans le suicide. Cette victoire, et la consolidation ultérieure des possessions Mori, est due aux quatre fils de Motonari : Mōri Takamoto, Kikkawa Motoharu, Hoda Motokiyo et Kobayakawa Takakage[3].
- 1555 (Kōji 1) : les forces de Takeda Shingen et de Uesugi Kenshin s'affrontent à la confluence de la Saigawa et de la te Chikumagawa dans la province de Shinano. La rencontre est connue sous le nom de bataille de Kawanakajima[4].
- 1556 (Kōji 2) : la mine d'argent d'Ōmori passe sous le contrôle du clan Mori durant une campagne dans la province d'Iwami[5].
- 27 septembre 1557 (Kōji 3, 5e jour du 9e mois) : l'empereur Go-Nara meurt à l'âge de 62 ans[3].

| Kōji      | 1re  | 2e   | 3e   | 4e   |
| Grégorien | 1555 | 1556 | 1557 | 1558 |